# Flunitrazolam
Le flunitrazolam est un hypnotique très puissant apparenté aux benzodiazépines, une classe de tranquillisants très utilisés comme le diazépam (Valium) ou l'alprazolam (Xanax). Il est un dérivé du flunitrazepam (Rohypnol) et du clonazolam (substitution de l’atome de chlore par un atome de fluor en R2’, puissance et effets similaires), et si son statut de substance réservée à la recherche fait qu’aucune recherche scientifique, hormis une portant sur l’identification de ses métabolites actifs, n’est disponible, et de ce fait on ne sait rien sur son innocuité. Cependant on peut récolter des informations pertinentes grâce à la netnographorie et aux apports empiriques. On peut ainsi affirmer que le flunitrazolam est un des hypnotiques les plus puissants testés avec le flubromazolam, le flubrotizolam, le fluclotizolam et le clonazolam. Cet article est donc basé sur l’étude empirique et netnogtaphique, bien que des travaux aient été menées sur lui dans les années 1960.
Le flunitrazolam est en fait l’analogue du flunitrazépam (Rohypnol), partageant la même structure moléculaire à l’exception de la fusion d'un groupe triazole supplémentaire. Ce qui en fait un membre de la famille des triazolobenzodiazépines (TBZD) et lui donne le suffixe -zolam, comme son proche cousin, le  clonazolam (ou clonitrazolam). Il fait partie des nitrobenzodiazépines, une famille de benzodiazépines particulièrement puissantes.   
Déjà découvert dans les années 1960 il n'a pas eu de débouchés commerciaux, pour cause de redondance notamment par rapport au triazolam, et surtout en vue de sa puissance et de sa pharmacocinétique, qui en font un hypno-sédatif à risque d'abus et très addictif. Il revoit le jour aux alentours des années 2010, en tant que nouveau produit de synthèse, dont le but est de proposer un produit non répertorié aux effets identiques à ceux des produits disponibles sur ordonnance; il fut par la suite indexé à la liste des produits psychotropes. Il complète une large liste de benzodiazépines issues de la recherche scientifique, comme le flubromazolam, le diclazépam, le flubromazépam, le deschloroétizolam, le pyrazolam, le clonazolam et le nifoxipam. Il est également une nitrobenzodiazépine, comme le clonazépam, le clonazolam ou le nitrazépam.
Le flunitrazolam est une benzodiazépine particulièrement puissante, aussi puissante que le flunitrazépam à des doses deux à quatre fois moins élevées. Il est particulièrement difficile de juger sa puissance réelle étant donné le peu d’études scientifique évoqué en introduction, mais selon les estimations des usagers, on peut considérer que 100 µg de flunitrazolam sont équivalents à 10 mg de diazépam. Ce qui en fait un hypnotique potentiellement aussi puissant que le triazolam. 
Il a un délai d’action particulièrement court : de 5 à 15 minutes s’il est absorbé par voie sublinguale, et de 10 à 30 minutes par voie orale. Une telle puissance suggère une grande affinité avec les différents sous-types de récepteurs GABAA, le flunitrazolam est un puissant GABAergique, et donc un dépresseur du système nerveux central. 
Il a une demi-vie d’élimination courte (8 heures, alors que le flunitrazépam a une demi-vie longue), et une durée d’action de 4 à 6 heures.
Il n'y a aucune dose recommandée étant donné que cette molécule est réservée à la recherche. Il provoque comme son parent des troubles mnésiques très marqués, conduisant le peu de retours de consommateurs à décrire des black-out partiels ou totaux dans la plupart des cas. L’amnésie antérograde provoquée de cette molécule serait en effet caractérisée.

## Pharmacologie, dosage
Comme le flunitrazépam, c'est un modulateur positif des récepteurs GABAA. Comme l'alcool et les barbituriques, il permet au GABA de se fixer plus facilement à ses récepteurs, ce qui augmente l'ouverture du canal chlore et rend l'activation des neurones cibles plus difficile. Un tel profil lui confère les propriétés médicinales suivantes :
- anxiolytiques ;
- hypnotiques ;
- amnésiants ;
- myorelaxants ;
- anticonvulsivants.

À noter que des cas (rares) de convulsions ont été rapportés chez des utilisateurs de flunitrazolam. Ses utilisateurs ont identifié une activité anxiolytique très puissante à des doses inférieures aux doses hypno-sédatives (moins de 100 µg par prise comme anxiolytique contre 100 µg à 500 µg comme hypnotique). Son action hypnotique et amnésiante sont particulièrement marquées, ce qui rappelle sa proximité avec le flunitrazépam qui possédait les mêmes propriétés, avec le même délai d’action rapide (entre 5 et 30 minutes). Des usagers rapportent un effet myorelaxant puissant, et une potentielle euphorie physique et cognitive. 
Lorsqu'il est commercialisé, il se présente le plus souvent sous la forme de poudre, de buvards ou de comprimés de 0,25 mg. Il est l'un des produits hypnotiques les plus puissants existants, procurant des effets comparables à ceux du triazolam à des quantités inférieures à 1 mg.
En théorie, comme les autres triazolobenzodiazépines, le flunitrazolam pourrait posséder des propriétés antidépressives.
Un arrêt brutal de la consommation de flunitrazolam expose, comme pour les autres benzodiazépines, a un syndrome de sevrage potentiellement mortel. Il doit être diminué doucement et avec précaution, ou remplacé par une BZD à la demi-vie longue, comme le diazépam.